# Mörtträsket (Piteå socken, Norrbotten, 725684-174317)
Mörtträsket är en sjö i Piteå kommun i Norrbotten och ingår i Rokåns huvudavrinningsområde.